# 2077 Цзянсу
2077 Цзянсу (2077 Kiangsu) — астероїд головного поясу, відкритий 18 грудня 1974 року.
Тіссеранів параметр щодо Юпітера — 3,363.